# Discogasteroides minor
Discogasteroides minor är en plattmaskart. Discogasteroides minor ingår i släktet Discogasteroides och familjen Fellodistomatidae. Inga underarter finns listade i Catalogue of Life.